# 邱忠均
邱忠均（1944年6月30日—2015年9月22日），臺灣客家版畫藝術家，擅長木刻版畫、佛教藝術。職業為地方法院少年觀護人，因熱愛藝術創作，公務之餘投入創作事業。早年多以民俗鄉土為題材，中年皈依佛門後轉而創作佛教主題。晚年罹患帕金森氏症後，仍持續創作至逝世。

## 生平
出生於高雄市美濃區龍肚里，1949年始認字習書，喜民藝，對木雕、年畫、皮影戲大感興趣。1950年，他進入龍肚國小，習板書、仿老師陳阿喜牆面大字，開始以毛筆字習書法；1956年入讀美濃初中，年節辦壁報畫刊頭，三年期間參加校內書法比賽及漫畫比賽均得獎。1960年，他入讀高雄中學高中部，課餘畫地理掛圖、生物解剖圖等，至1963年考入國立政治大學法律系，與解崙等同學創組「彩虹美術社」，課餘習畫，凡油畫、水彩、國畫、素描都予以涉獵，相互切磋；1967年從國立政治大學法律系畢業後，任教於旗山農工（一年），並於1968年轉任宜蘭高商（三年）。
1970年，邱忠均加入中華民國版畫學會，為創始會員之一，1971年獲派任臺中地方法院少年法庭觀護人（1971 - 1981年）。1972年，他又加入「臺中藝術家俱樂部」為該畫會定期提供作品參加聯展，1977年開始研究水印木刻版畫，並收集大陸及臺灣早期年畫，對日本版畫家棟方志功作品甚感興趣，觀摩其畫冊。當年創作作品有「繽紛集、泛舟點點、藍天白雲」等。第一次版畫個展於臺中中外畫廊舉辦。1978年，他獲第十九屆中國文藝協會文藝獎章，1980年參加香港現代版畫展，以及加入「香港現代版畫會」。1981年，他調任高雄地方法院觀護人（1981 - 1997年），同年參加新加坡現代版畫展。
邱忠均於1984年（民國七十三年）開始學佛，作品由早期以美濃風景為主，轉以佛教為題，透過木刻版或保麗龍板、用黑白木刻畫與彩墨畫來展現古樸與莊嚴的宗教理念；1989年獲第八屆高雄文藝獎（版畫類），參加「海峽兩岸美術交流展」（高雄、北京），1997年再升任屏東地方法院主任觀護人。2000年，他在高雄少年法院調查保護處處長任內退休，返回高雄美濃客家莊龍肚故里專心創作。2001年，他因過勞而罹患帕金森氏症，行動稍微不便，直至2015年9月22日於美濃龍肚家中辭世，享壽71歲。

## 作品集
- . 高雄: 高雄縣文化中心，ISBN 9570044136. 1994.
- . 高雄: 高雄市立美術館「市民畫廊」，民國87年8月. 1998.
- . 高雄: 正修科技大學. 2013.
- . 高雄: 正修科技大學，ISBN 9789867339829. 2013.
- . 高雄: 佛光緣美術館總，ISBN 9789574573721. 2015.

### 其他
- 陳樹升. 《百年來臺灣版畫的發展與變遷附錄》. 臺灣美術11卷3期，1999年1月，頁18-19。
- 黃郁生、鄭勝華. 《淨心著藝—談邱忠均版畫藝術》. 客籍藝術家邱忠均創作調查研究暨數位典藏計畫，客家委員會客家文化發展中心，2018年8月，頁46-54。
- 張繼文. 《台灣水印木刻版畫家邱忠均作品中的東方藝術精神》. 2018藝術與設計國際研討會論文集. 國立屏東大學出版. ISBN：978986059593

## 外部連結
- 台灣木版畫 現代進行式 P.16 （页面存档备份，存于）
- 典藏作品 - 高雄市立美術館 （页面存档备份，存于）
- 人間衛視 知道135集 以水印版畫之美弘法利生 — 邱忠均[]